# Шекер (сериал)
Sheker (рус. Ше́кер; с каз. — «Са́хар») — казахстанский русскоязычный веб-сериал в жанре криминальной драмы режиссёра Айторе Жолдаскали. Главные роли в сериале исполнили Азат Жумадил и Ансар Ильясов.

## Сюжет
Сериал рассказывает о жизни студента Алдияра, который сталкивается с угрозой отчисления из университета. В поисках средств для решения финансовых проблем он решает дать взятку, но, не имея возможности обратиться за помощью к строгому отцу, оказывается втянут в мир наркоторговли. Работая наркокурьером, Алдияр быстро погружается в опасную среду, где легкие деньги и иллюзия успеха затмевают его моральные принципы.
С развитием сюжета Алдияр сталкивается с последствиями своего выбора, включая давление со стороны криминальных элементов и полицейского, который вымогает у него деньги. Его жизнь стремительно меняется, и он оказывается на грани потери всего, включая отношения с близкими.

## В ролях
- Азат Жумадил — Алдияр
- Ансар Ильясов — Кана
- Шарип Серик — Айдос, коррумпированный полицейский
- Мадина Какимсеитова — Мадина, девушка Алдияра
- Маржан Казыбаева — мама Алдияра
- Айгерим Жунусова — Асель, сестра Алдияра
- Нышанбек Жубанаев — Куат, владелец клуба
- Азамат Шаргын — Баур, охранник Куата
- Бекарыс Ахметов — Дэн, бармен
- Амина Касинова — Сабина, девушка Каны

## Список эпизодов
| Сезон | Серии | Серии | Даты показа     | Даты показа     |
| Сезон | Серии | Серии | Первая серия    | Последняя серия |
| ----- | ----- | ----- | --------------- | --------------- |
| 1     | 8     | 8     | 20 октября 2020 | 2 февраля 2021  |
| 2     | 12    | 12    | 5 августа 2021  | 28 октября 2021 |

## Производство
20 октября 2020 года первый сезон был выложен на Youtube-канал студии Salem Social Media.
Второй и финальный сезон вышел 5 августа 2021 года на Youtube.
7 ноября 2024 года в кинотеатрах Казахстана вышел фильм, продолжающий историю сериала, «SHEKER. Последний шанс».

## Награды и номинации
| Год  | Премия                                                | Номинация                        | Результат | Ист.   |
| ---- | ----------------------------------------------------- | -------------------------------- | --------- | ------ |
| 2021 | LA Indie Film Fest                                    | Лучший веб-сериал                | Номинация | [ 6 ]  |
| 2021 | LA Indie Film Fest                                    | Выбор аудитории                  | Номинация | [ 6 ]  |
| 2021 | LA Indie Film Fest                                    | Лучший актёрский ансамбль        | Номинация | [ 6 ]  |
| 2021 | LA Indie Film Fest                                    | Лучшая актриса                   | Номинация | [ 6 ]  |
| 2021 | LA Indie Film Fest                                    | Лучший актёр                     | Номинация | [ 6 ]  |
| 2021 | LA Indie Film Fest                                    | Лучший режиссёр                  | Номинация | [ 6 ]  |
| 2021 | LA Indie Film Fest                                    | Лучший сценарий                  | Номинация | [ 6 ]  |
| 2021 | LA Indie Film Fest                                    | Награда Kick Ass                 | Номинация | [ 6 ]  |
| 2021 | Cannes International Series Festival                  | Лучший короткометражный сериал   | Номинация | [ 7 ]  |
| 2021 | Asia Contents Awards                                  | Лучшая короткометражка/веб-драма | Победа    | [ 8 ]  |
| 2021 | Asia Contents Awards                                  | Лучший актёр-новичок             | Номинация | [ 8 ]  |
| 2022 | die Seriale                                           | Лучший веб-сериал                | Номинация | [ 9 ]  |
| 2022 | die Seriale                                           | Лучший актёр                     | Номинация | [ 9 ]  |
| 2022 | die Seriale                                           | Лучший саунд-дизайн              | Победа    | [ 9 ]  |
| 2022 | die Seriale                                           | Лучшие визуальные эффекты        | Номинация | [ 9 ]  |
| 2023 | Казахстанская национальная премия телесериалов Nauryz | Лучший саундтрек                 | Победа    | [ 10 ] |

## Критика
В 2022 году портал webproject.media включил «Шекер» в список 15-ти казахстанских сериалов, которые стоит посмотреть. В апреле 2023 года кинокритики Карим Кадырбаев и Василий Корецкий в своей статье об истории казахстанского кино, включили «Шекер», наряду с сериалами «Сержан Братан» и «5:32», в число главных достижений и прорывных веб-сериалов казахстанского ТВ. А в ноябре этого же года «Шекер» занял второе место в «Топ-10 достойных казахских сериалов XXI века» по версии российского онлайн-кинотеатра Okko, уступив лишь сериалу «Патруль».